# Radii Caisin
Radii Caisin (* 27. Februar 2001 in Hannover) ist ein deutscher Basketballspieler.

## Laufbahn
Der von einer russischen Mutter und einem moldauischen Vater abstammende Caisin spielte zunächst im Nachwuchsbereich des TK Hannover und des TSV Neustadt am Rübenberge. Im Sommer 2016 wechselte er zum SC Rasta Vechta. Nach Einsätzen in der Jugend sowie in der zweiten Herrenmannschaft in der Regionalliga wurde er im Spieljahr 2017/18 zusätzlich in Vechtas Aufgebot für die 2. Bundesliga ProA aufgenommen. Er verbuchte vier Kurzeinsätze in dem Spieljahr, das im Mai 2018 mit dem Gewinn des Meistertitels und dem Aufstieg in die Bundesliga endete. Zu Beginn der Saison 2018/19 spielte er weiterhin in Vechtas zweiter Mannschaft (Regionalliga) sowie in der Jugend (Spielgemeinschaft zwischen Vechta und Quakenbrück in der Nachwuchs-Basketball-Bundesliga), ehe er Ende Oktober 2018 zu den Artland Dragons (2. Bundesliga ProA) nach Quakenbrück wechselte. Für die Artländer bestritt er bis zum Ende des Spieljahres 2018/19 15 Partien und erzielte im Durchschnitt 1,3 Punkte je Begegnung. Im Juni 2019 wurde der als Spezialist für Verteidigungsaufgaben gerühmte Flügelspieler als Neuzugang des Bundesligisten MHP Riesen Ludwigsburg vorgestellt. Im Juni 2020 wurde er mit Ludwigsburg deutscher Vizemeister, er erzielte im Saisonverlauf in der Bundesliga 1,3 Punkte je Begegnung.
Ende Juli 2020 vermeldete Bundesligist Crailsheim Merlins Caisins Verpflichtung. Für die Hohenloher stand er in 23 Bundesliga-Begegnungen auf dem Feld (2,6 Punkte/Spiel). Zur Saison 2021/22 schloss er sich mit dem Mitteldeutschen BC einem weiteren Bundesligisten an.
Mit seinem Wechsel zu den Raiffeisen Flyers Wels schloss sich Caisin erstmals einem ausländischen Verein an. In der Saison 2024/25 machte er in der österreichischen Superliga mit einem Punktedurchschnitt von 18,8 je Begegnung auf sich aufmerksam. 2025 kehrte er nach Deutschland zurück und wurde Mitglied der Bundesligamannschaft der Skyliners Frankfurt.

### Nationalmannschaft
Caisin war 2016 Mitglied der deutschen U15-Nationalmannschaft, im Sommer 2017 nahm er mit der U16-Auswahl an der Europameisterschaft in Montenegro teil. Im Dezember 2018 wurde er ins Aufgebot der U18-Nationalmannschaft berufen.